# Michael Hepburn
Michael Hepburn (* 17. August 1991 in Brisbane) ist ein australischer Bahn- und Straßenradrennfahrer.

## Sportliche Laufbahn
Michael Hepburn gewann 2009 bei den australischen Bahnradmeisterschaften in Adelaide die Junioren-Wettbewerbe in der Einerverfolgung, der Mannschaftsverfolgung und im Omnium. In der Einerverfolgung stellte er dabei einen neuen Junioren-Weltrekord auf. Bei der Junioren-Weltmeisterschaft in Moskau wurde er Weltmeister in der Einerverfolgung und Zweiter in der Mannschaftsverfolgung. In der Eliteklasse war Hepburn beim Bahnrad-Weltcup 2009/2010 bei der Mannschaftsverfolgung in Melbourne und in Peking erfolgreich. 2010 wurde er Australischer Meister im Omnium. Bei der Bahnrad-WM 2010 in Ballerup wurde Hepburn Weltmeister in der Mannschaftsverfolgung.
Auf der Straße gewann Michael Hepburn 2008 eine Etappe bei der Tour of Tasmania und 2009 war er bei zwei Teilstücken der Tour of the Murray River erfolgreich. Ab 2010 fährt er für das australische Team Jayco-Skins. In seinem ersten Jahr dort wurde er nationaler Meister im Straßenrennen der U23-Klasse.
2013 wurde Hepburn in Minsk Weltmeister in der Mannschaftsverfolgung, gemeinsam mit Glenn O’Shea, Alexander Morgan und Alexander Edmondson sowie in der Einerverfolgung.
2016 wurde Michael Hepburn für die Teilnahme an den Olympischen Spielen in Rio de Janeiro nominiert und errang gemeinsam mit Alexander Edmondson, Jack Bobridge und Sam Welsford die Silbermedaille in der Mannschaftsverfolgung. Im selben Jahr wurde er mit seinem Team Orica-BikeExchange bei den Straßen-Weltmeisterschaften Dritter im Mannschaftszeitfahren.

## Erfolge

### Bahn
2009
- Australischer Meister – Einerverfolgung (Junioren)
- Australischer Meister – Mannschaftsverfolgung (Junioren) mit Jordan Kerby, Mitchell Mulhern und Thomas Richards
- Australischer Meister – Omnium (Junioren)
- Weltmeister – Einerverfolgung (Junioren)
- Weltmeisterschaft – Mannschaftsverfolgung (Junioren) mit Luke Durbridge, Peter Loft und Dale Parker
- Bahnrad-Weltcup in Melbourne – Mannschaftsverfolgung mit Rohan Dennis, Luke Durbridge und Cameron Meyer

2010
- Weltmeister – Mannschaftsverfolgung mit Jack Bobridge, Rohan Dennis und Cameron Meyer
- Commonwealth Games – Einerverfolgung
- Commonwealth Games – Mannschaftsverfolgung (mit Jack Bobridge, Cameron Meyer und Dale Parker)
- Ozeanienmeister – Einerverfolgung
- Ozeanienmeister – Mannschaftsverfolgung (mit Jack Bobridge, Leigh Howard und Cameron Meyer)
- Bahnrad-Weltcup in Peking – Mannschaftsverfolgung mit Luke Durbridge, Leigh Howard und Travis Meyer
- Australischer Meister – Omnium
- Bahnrad-Weltcup in Melbourne – Mannschaftsverfolgung (mit Jack Bobridge, Leigh Howard und Cameron Meyer)

2011
- Weltmeister – Mannschaftsverfolgung mit Jack Bobridge, Rohan Dennis und Luke Durbridge
- UCI-Bahn-Weltmeisterschaften 2011 – Einerverfolgung

2012
- Australischer Meister – Einerverfolgung
- Weltmeister – Mannschaftsverfolgung mit Glenn O’Shea, Rohan Dennis, Jack Bobridge

2013
- Australischer Meister – Einerverfolgung
- Weltmeister – Einerverfolgung

2015
- Bahnrad-Weltcup in Cambridge – Mannschaftsverfolgung (mit Glenn O’Shea, Jack Bobridge und Alexander Edmondson)

2016
- Olympische Spiele – Mannschaftsverfolgung (mit Alexander Edmondson, Jack Bobridge und Sam Welsford)
- Weltmeister – Mannschaftsverfolgung mit Sam Welsford, Miles Scotson, Callum Scotson, Alexander Porter und Luke Davison

### Straße
2010
- Australischer Meister – Straßenrennen (U23)
- Mannschaftszeitfahren Thüringen-Rundfahrt

2011
- eine Etappe Tour of Norway
- Mannschaftszeitfahren Internationale Thüringen Rundfahrt (U23)
- zwei Etappen Tour de l’Avenir
- Weltmeisterschaft – Einzelzeitfahren (U23)

2013
- Weltmeisterschaft – Mannschaftszeitfahren

2014
- Australischer Meister – Einzelzeitfahren
- eine Etappe Tour of Qatar (EZF)
- Mannschaftszeitfahren Giro d’Italia
- Weltmeisterschaft – Mannschaftszeitfahren

2015
- Ozeanienmeister – Einzelzeitfahren
- Mannschaftszeitfahren Giro d’Italia

2016
- Weltmeisterschaft – Mannschaftszeitfahren

2017
- eine Etappe Bay Cycling Classic

2018
- zwei Etappen Hammer Sportzone Limburg

2019
- Mannschaftszeitfahren Tirreno-Adriatico
- Hammer Chase Hammer Limburg
- Mannschaftszeitfahren Czech Cycling Tour

2020
- Mannschaftszeitfahren Czech Cycling Tour

## Grand-Tour-Platzierungen
| Grand Tour            | 2014 | 2015 | 2016 | 2017 | 2018 | 2019 | 2020 | 2021 | 2022 | 2023 | 2024 |
| --------------------- | ---- | ---- | ---- | ---- | ---- | ---- | ---- | ---- | ---- | ---- | ---- |
| Giro d’ItaliaGiro     | 154  | 160  | 150  | 122  | –    | –    | DNF  | 120  | 112  | 77   | 115  |
| Tour de FranceTour    | –    | –    | –    | –    | 117  | 146  | –    | –    | –    | –    | –    |
| Vuelta a EspañaVuelta | –    | –    | –    | –    | –    | –    | –    | –    | 118  | DNF  | –    |